# شارلوت ماسون
شارلوت ماريا شو ماسون (1 يناير 1842 - 16 يناير 1923) كانت مُعلّمة ومصلحة بريطانية في إنجلترا مطلع القرن العشرين. اقترحت أن يستند تعليم الأطفال إلى منهج دراسي واسع ومُتنوّع. عملت لمدة خمس سنوات تحت إشراف فاني تريفور في كلية بيشوب أوتر.
تُلخّص فلسفة ماسون التربوية بأنها تنبع من مبدأين: أن "الأطفال يولدون أشخاصًا" و"التعليم هو علم العلاقات". روّجت ماسون لنموذج تعليمي إنساني وتكاملي للغاية، يُركّز على تنمية حبّ التعلّم لدى الأطفال، بالإضافة إلى التنشئة الروحية والأخلاقية. وقد كان لنظرياتها تأثيرٌ خاصٌّ في حركات التربية المسيحية والتعليم المنزلي.